# Alaotrabamboemaki
De Alaotrabamboemaki (Hapalemur alaotrensis) is een halfmaki uit de familie der maki's (Lemuridae). De wetenschappelijke naam van de soort werd voor het eerst geldig gepubliceerd door Yves Rumpler in 1975. De soortstatus van deze maki is betwist. Volgens DNA-onderzoek uit 2002 is het eerder een ondersoort van de grijze halfmaki (Hapalemur griseus alaotrensis).

## Beschrijving

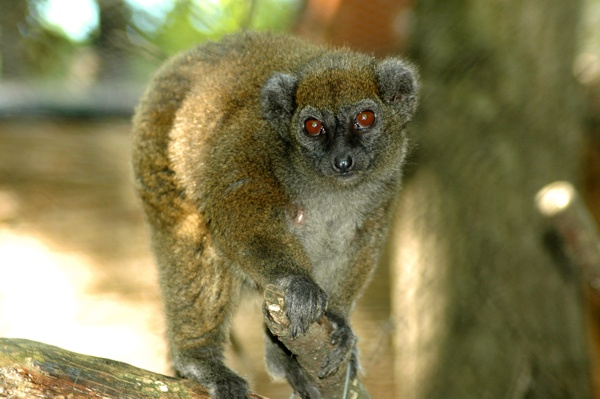
Alaotrabamboemaki in de Szeged dierentuin (Szeged, Hongarije)

De Alaotrabamboemaki behoort tot de halfmaki's, ook wel bamboemaki's genoemd. Hij heeft een dichte, wollige, bruine vacht. De vacht is grijsbruin op de rug, lichter in het gezicht en op de borst en kastanjebruin op de kop en rond de nek.
Een volwassen Alaotrabamboemaki heeft een kop-romplengte van tussen de 38 en 40 centimeter, een staartlengte van 39 tot 41 centimeter en een lichaamsgewicht van 1,1 tot 1,4 kilogram.

## Leefgebied
De Alaotrabamboemaki leeft in de papyrusrietmoerassen rond het Alaotrameer in het oostelijke gebied met regenbos (zie kaartje), een gebied dat 200 km² groot is met heuvels tot op een hoogte van 750 m boven de zeespiegel.
De Alaotrabamboemaki is vooral overdag actief, maar ook 's nachts. Deze halfmaki voedt zich uitsluitend met vier verschillende soorten planten: de stengels en het merg van een papyrus (Cyperus madagascariensis), zachte worteluitlopers van gewoon riet (Phragmites communis) en twee soorten gras (Echinocochla crusgalli en Leersia hexandra)
De Alaotrabamboemaki leeft in familiegroepjes, bestaande uit hoogstens 12 individuen. In 2004 wordt de dichtheid geschat op ca. 45 individuen/km² (7.500 tot 11.000 in het hele gebied).

## Bedreigingen
De Alaotrabamboemaki wordt in zijn voortbestaan bedreigd door de vernietiging van zijn leefgebied door drooglegging, omzetting in weidegrond of ander landbouwkundig gebruik zoals rijstbouw. Ook wordt er op gejaagd; volgens een schatting uit 2001 worden er per jaar 1000 dieren gevangen. De achteruitgang in aantal is 50% in een periode van minder dan tien jaar (minstens 6,7% per jaar) Daarom staat de Alaotrabamboemaki als ernstig bedreigd op de internationale rode lijst.